# Prinz Adalbert (Schiff, 1865)
Die Prinz Adalbert, ursprünglich unter dem Namen Cheops gebaut, war nach der Arminius das zweite gepanzerte Widderschiff der Preußischen Marine.

## Baugeschichte
Das Schiff war einer von zwei Spekulationsbauten, die nach einem Entwurf der Werft L’Arman Frères in Bordeaux von 1862 dort in der Annahme gebaut wurden, dass die sich im amerikanischen Sezessionskrieg befindlichen Konföderierten Staaten sie kaufen würden. Um dies zu verschleiern und internationale Verwicklungen zu verhüten, wurden die beiden Schiffe unter den Tarnnamen Sphinx und Cheops auf Stapel gelegt und als ägyptische Aufträge ausgegeben.
Der Bau der Cheops begann 1863, und das Schiff lief am 25. Oktober 1864 vom Stapel. Der französische Kaiser Napoleon III. verbot im Februar 1864 die Auslieferung an die Konföderation, und die Werft verkaufte das noch nicht fertiggestellte Schiff an die preußische Marine. Es wurde am 10. Juli 1865 ausgeliefert und am 29. Oktober 1866 in Dienst gestellt. Das Schiff war benannt nach Prinz Adalbert von Preußen (1811–1873), dem Begründer und ersten Oberbefehlshaber der preußischen und später der Kaiserlichen Marine.
Das Schwesterschiff, unter dem Tarnnamen Sphinx gebaut, wurde auf dem Umweg über Dänemark noch an die Konföderation ausgeliefert, gelangte aber zu spät nach Amerika, um noch in das Kriegsgeschehen einzugreifen. Die Regierung der Vereinigten Staaten verkaufte das von den Südstaaten in Stonewall umbenannte Schiff 1869 an Japan, wo es unter dem Namen Kōtetsu und ab 1871 unter dem Namen Azuma bis 1888 in der Flotte diente.

## Technische Daten
Das Schiff war ein Querspant-Eisen-Holz-Kupfer-Kompositbau und war als Rammschiff konzipiert. Es war wegen seines ungewöhnlich langen Rammsporns 57 m lang. Die Breite betrug 9,9 m, der Tiefgang 5 m, und die Wasserverdrängung 1.560 Tonnen. Der Antrieb des Brigg-getakelten Schiffs bestand aus zwei liegenden zweizylindrigen Dampfmaschinen mit einfacher Dampfdehnung von Mazeline mit jeweils 600 PSi, die auf zwei Schrauben wirkten. Die Höchstgeschwindigkeit betrug etwa 10 kn. Die Besatzung zählte 130 Mann, davon zehn Offiziere.
Die Bewaffnung bestand ursprünglich aus drei 36-Pfündern mit glattem Lauf, einer in einem fünfeckigen, gepanzerten Turm auf dem Bug, die beiden anderen in einem achteckigen Turm auf dem Achterschiff. Im Sommer 1866 wurden diese durch Krupp-Geschütze mit gezogenem Lauf ersetzt, eine 21-cm-L/19-Ringkanone vorn, zwei 17-cm-L/25-Ringkanonen achtern.
Die Prinz Adalbert hatte nur einen geringen Freibord, nahm bei Seegang viel Wasser über und rollte stark. Sie galt als Schiff mit sehr schlechten Seeeigenschaften, misslungen und liederlich zusammengebaut. Die Panzerung wurde erst nachträglich richtig befestigt, der Großmast musste versetzt werden und Schanzkleider wurden als Wellenbrecher auf den Vorsteven aufgesetzt. Zudem leckte das Schiff sehr stark. Prinz Adalbert, der Namensgeber, bezeichnete es spöttisch als „der lahme Vetter“. Allerdings war das Schiff verhältnismäßig wendig, was wegen des vorgesehenen Einsatzes des Rammsporns eine Notwendigkeit war.

## Laufbahn
Während des Deutsch-Französischen Kriegs 1870/71 diente das Schiff zur Sicherung der Elbemündung.
Da der hölzerne Rumpf schon bald zu verrotten begann, musste die Prinz Adalbert bereits am 23. Oktober 1871 außer Dienst gestellt werden. Am 28. Mai 1875 wurde sie endgültig aus der Liste der Kriegsschiffe gestrichen und 1878 in Wilhelmshaven abgewrackt. Der Name Prinz Adalbert wurde am 1. September 1878 auf die am 17. Mai 1876 in Stettin als Sedan vom Stapel gelaufene Kreuzerfregatte übertragen.